# Mariya Polivanova
Mariya Polivanova (em russo:  Мария Поливанова) foi uma militar no 528º Regimento de Infantaria e em outros regimentos do Exército Vermelho durante a Segunda Guerra Mundial. No dia 14 de agosto de 1942, cercada por soldados alemães, enquanto ela e sua colega Natalya Kovshova só tinha duas granadas, elas partiram as duas últimas granadas matando a si mesmas e ao redor soldados alemães. Por sua bravura ela e Kovshova foram postumamente condecoradas com o título de Heroína da União Soviética no dia 14 de fevereiro de 1943.

## Prémios e reconhecimento

### Prémios
- Heroína da União Soviética
- Ordem de Lenin
- Ordem da Estrela Vermelha

### Memoriais
- Um carimbo soviético de 1944 retrata Polinova e Kovshova.[3]
- Uma estátua no Museu Militar de Historia Lenino-Snegirevsky retrata os momentos finais da sua vida.[4]
- Há ruas levando seu nome em Aleksin, Maryovo, Moscovo, Sebastopol, Surgut, e Zaluchye.